# Фіумський конфлікт
Фіумський конфлікт — збройне протистояння між військами Італії, КСХС (Югославії) і Республіки Фіуме у 1919 році.

## Конфлікт
Конфлікт почався зі територіальної суперечки Італії та Королівства Словенців, Хорватів і Сербів, через Істрію і Далмацію. Італія, як представник Антанти, вимагала, щоб ці території перейшли до її складу. Цим було незадоволене Королівство Словенців, Хорватів і Сербів, яке почало збирати війська югославів. Приводом до військових дій стало захоплення влади у місті Фіуме італійськими «легіонерами», які проголосили утворення Республіки Фіуме. Новопризначений «президент» республіки Габріеле д'Аннунціо (відомий італійський письменник і передвісник фашизму в Італії) закликав італійський уряд ввести війська в Фіуме і анексувати цю територію. Однак уряд Італії, під тиском Антанти, не погодився на таку пропозицію. Італійська морська ескадра, вогнем морської артилерії примусила псевдореспубліку до капітуляції 30 грудня 1920. Республіка Фіуме проіснувала 16 місяців, на її місці була утворена Вільна держава Фіуме.